# Rożdżałów
Rożdżałów (prononciation : [rɔʐˈd͡ʐawuf]) est un village polonais de la gmina de Chełm dans le powiat de Chełm de la voïvodie de Lublin dans l'est de la Pologne.
Il se situe à environ 6 kilomètres au sud-est de Pokrówka (siège de la gmina), 10 kilomètres au sud de Chełm (siège du powiat) et 68 kilomètres à l'est de Lublin (capitale de la voïvodie).

## Histoire
De 1975 à 1998, le village est attaché administrativement à la voïvodie de Chełm.

Depuis 1999, il fait partie de la voïvodie de Lublin.